# Larry Shields
Pour les articles homonymes, voir Shields.
Lawrence Shields, dit Larry Shields, est un clarinettiste de jazz américain, né le 13 septembre 1893 à La Nouvelle-Orléans et mort le 21 novembre 1953 à Los Angeles.
Larry Shields a sa place dans l'histoire du jazz pour avoir été le clarinettiste de l'Original Dixieland Jazz Band dont il fut membre de 1917 (remplaçant Alcide Yellow Nunez) à 1925. C'est ce groupe qui enregistra le premier disque de jazz en 1917. Par la suite, on a pu entendre Larry Shields, assez brièvement, dans l'orchestre de Paul Whiteman et dans des formations de Dixieland de la Côte Ouest.